# Kingpin: Life of Crime
Kingpin: Life of Crime – gra komputerowa z gatunku FPS wydana w 1999 roku przez Interplay.
Gra jest bardzo brutalna, zawiera liczne sceny przemocy i wulgarny język. Jednak przy instalacji istnieje opcja wyłączenia ich i zainstalowanie ocenzurowanej wersji.
Głosów do niektórych postaci występujących w grze udzielili członkowie grupy Cypress Hill. Na płycie z grą znajduje się ich sześć utworów w formacie audio pochodzących z albumu "IV". Są to: 16 Men Till There's No Men Left, Checkmate, Lightning Strikes oraz ich wersje instrumentalne.